# Delfino Pescara 1936 2015-2016
Questa voce raccoglie le informazioni riguardanti il Delfino Pescara 1936 nelle competizioni ufficiali della stagione 2015-2016.

## Stagione
Nella stagione 2015-2016 il Pescara disputa il trentacinquesimo campionato di Serie B della sua storia.
Grazie alla sapiente guida di Massimo Oddo e ai gol di Gianluca Lapadula, il Pescara ottiene una nuova promozione in serie A, dopo aver superato nella doppia finale Play-off il Trapani. La squadra biacoazzurra raccoglie 37 punti nel girone di andata e 35 nel ritorno. Di fatto il Pescara ha ripetuto quanto accaduto la scorsa stagione, con la differenza che lo scorso anno ha perso la doppia finale contro il Bologna, mentre quest'anno l'ha vinta con il Trapani, tornando nella massima serie dopo tre stagioni. In questi Play-off ha superato in semifinale il Novara ed in finale il Trapani, che li aveva preceduti in classifica al termine della stagione regolare. Particolarmente tirata la sfida di ritorno, giocata ad Erice, dove i siciliani erano chiamati a ribaltare lo (0-2) dell'andata, il Trapani passa subito in vantaggio con Nicola Citro, cerca con insistenza il raddoppio, ma nella ripresa viene raggiunto da un tiro di Valerio Verre dai 40 metri. Come detto sopra, grande protagonista degli abruzzesi è stato Gianluca Lapadula, che ha firmato 27 reti e stravinto la classifica dei marcatori del campionato cadetto, più 3 reti nei Play-off. Nella Coppa Italia Tim Cup il Pescara nel secondo turno ha superato (2-0) il Sudtirol, mentre nel terzo turno ha perso nettamente (1-4) a Torino contro i granata.

## Divise e sponsor
Il fornitore ufficiale di materiale tecnico per la stagione 2015-2016 è Erreà, mentre lo sponsor di maglia è OMA-Officina Meccanica Angelucci.
| 1ª divisa | 2ª divisa | 3ª divisa | 80 anni |

## Organigramma societario
Area direttiva
- Presidente: Daniele Sebastiani
- Vicepresidente: Gabriele Bankowski
- Amministratore delegato: Danilo Iannascoli
- Direttore generale: Giorgio Repetto
- Segretario generale: Luigi Gramenzi
- Segretario sportivo: Tonino Falcone
- Amministrazione: Elena Di Stefano
- Segretaria: Catia Crocetta
- Ufficio stampa: Massimo Mucciante

Area tecnica
- Direttore sportivo: Giuseppe Pavone
- Team manager: Andrea Gessa
- Allenatore: Massimo Oddo
- Allenatore in seconda: Dario Di Giannatale
- Preparatore dei portieri: Massimo Marini
- Collaboratori tecnici: Davide Ruscitti e Luciano Zauri
- Preparatori atletici: Ermanno Ciotti Riccardo Proietti Francesco Petrarca

Settore giovanile
- Responsabile: Ferdinando Ruffini
- Allenatore Primavera: Davide Ruscitti

Area sanitaria
- Responsabile: Vincenzo Salini
- Medici sociali: Andrea Rossetti ed Ernesto Sabatini
- Fisioterapisti: Luca Carbonaro, Claudio D'Arcangelo e Francesco Zulli

## Rosa
| N. |                                 | Ruolo | Calciatore        |
| -- | ------------------------------- | ----- | ----------------- |
| 1  | Italia (bandiera)               | P     | Vincenzo Fiorillo |
| 3  | Bosnia ed Erzegovina (bandiera) | D     | Gordan Bunoza     |
| 5  | Italia (bandiera)               | C     | Alessandro Bruno  |
| 6  | Italia (bandiera)               | D     | Michele Fornasier |
| 7  | Italia (bandiera)               | A     | Daniele Verde     |
| 8  | Albania (bandiera)              | C     | Ledian Memushaj   |
| 9  | Italia (bandiera)               | A     | Marco Sansovini   |
| 9  | Italia (bandiera)               | C     | Cristian Pasquato |
| 10 | Italia (bandiera)               | A     | Gianluca Lapadula |
| 11 | Italia (bandiera)               | D     | Francesco Zampano |
| 12 | Italia (bandiera)               | P     | Gabriele Aldegani |
| 13 | Croazia (bandiera)              | D     | Dario Župarić     |
| 14 | Italia (bandiera)               | D     | Antonio Mazzotta  |
| 15 | Argentina (bandiera)            | D     | Hugo Campagnaro   |
| 16 | Italia (bandiera)               | D     | Andrea Coda       |
| 17 | Italia (bandiera)               | A     | Gianluca Caprari  |
| 18 | Italia (bandiera)               | P     | Simone Aresti     |

| N. |                      | Ruolo | Calciatore            |
| -- | -------------------- | ----- | --------------------- |
| 19 | Italia (bandiera)    | A     | Andrea Cocco          |
| 20 | Italia (bandiera)    | D     | Daniele Mignanelli    |
| 20 | Argentina (bandiera) | A     | Joel Acosta           |
| 21 | Italia (bandiera)    | C     | Rolando Mandragora    |
| 23 | Libia (bandiera)     | C     | Ahmad Benali          |
| 24 | Ghana (bandiera)     | C     | Ransford Selasi       |
| 25 | Italia (bandiera)    | C     | Mattia Valoti         |
| 26 | Italia (bandiera)    | D     | Davide Vitturini      |
| 27 | Italia (bandiera)    | C     | Danilo Bulevardi      |
| 28 | Romania (bandiera)   | C     | Alexandru Mitriță     |
| 32 | Italia (bandiera)    | A     | Pierluigi Cappelluzzo |
| 34 | Uruguay (bandiera)   | C     | Lucas Torreira        |
| 38 | Italia (bandiera)    | D     | Christian Ventola     |
| 39 | Italia (bandiera)    | D     | Alessandro Crescenzi  |
| 40 | Italia (bandiera)    | C     | Valerio Verre         |
| 41 | Italia (bandiera)    | D     | Riccardo Fiamozzi     |
| 42 | Italia (bandiera)    | A     | Luca Forte            |

## Calciomercato

### Sessione estiva
| Acquisti | Acquisti              | Acquisti          | Acquisti      |
| R.       | Nome                  | da                | Modalità      |
| -------- | --------------------- | ----------------- | ------------- |
| P        | Giacomo Agresta       | Civitanovese      | fine prestito |
| P        | Salvatore Falso       | Giulianova        | fine prestito |
| P        | Mirko Pigliacelli     | Frosinone         | definitivo    |
| D        | Mattia Altobelli      | Foggia            | fine prestito |
| D        | Gordan Bunoza         | Dinamo Bucarest   | fine prestito |
| D        | Hugo Campagnaro       | Internazionale    | definitivo    |
| D        | Gianluca Clemente     | Fano              | definitivo    |
| D        | Alessandro Crescenzi  | Roma              | prestito      |
| D        | Daniel Di Nicola      | Rimini            | fine prestito |
| D        | Riccardo Fiamozzi     | Varese            | definitivo    |
| D        | Michele Fornasier     | Sampdoria         | definitivo    |
| D        | David Mbodj Mbaye     | San Nicolò        | fine prestito |
| D        | Daniele Mignanelli    | Reggiana          | definitivo    |
| D        | Andrea Rossi          | Parma             | definitivo    |
| D        | Andrea Scrugli        | L'Aquila          | fine prestito |
| D        | Marco Vittiglio       | Lucchese          | fine prestito |
| D        | Francesco Zampano     | Verona            | definitivo    |
| C        | Gianluca Barba        | Atalanta          | definitivo    |
| C        | Riccardo Barbuti      | Torres            | fine prestito |
| C        | Ahmad Benali          | Palermo           | prestito      |
| C        | Nicholas Bensaja      | Civitanovese      | definitivo    |
| C        | Danilo Bulevardi      | Ischia Isolaverde | fine prestito |
| C        | Cristian Buonaiuto    | Benevento         | definitivo    |
| C        | Tiziano Cherubini     | Campobasso        | fine prestito |
| C        | Vittorio Esposito     | Chieti            | definitivo    |
| C        | Marco Iannascoli      | Ischia Isolaverde | fine prestito |
| C        | Francesco Karkalis    | L'Aquila          | fine prestito |
| C        | Andrea Mancini        | Vicenza           | fine prestito |
| C        | Rolando Mandragora    | Genoa             | prestito      |
| C        | Ledian Memushaj       | Lecce             | definitivo    |
| C        | Hrvoje Miličević      | Teramo            | fine prestito |
| C        | Alexandru Mitriță     | Viitorul          | definitivo    |
| C        | Matti Lund Nielsen    | Perugia           | fine prestito |
| C        | Andrea Pretara        | San Nicolò        | fine prestito |
| C        | Lucas Torreira        | Sampdoria         | prestito      |
| C        | Valerio Verre         | Udinese           | prestito      |
| A        | Pierluigi Cappelluzzo | Verona            | prestito      |
| A        | Andrea Cocco          | Vicenza           | definitivo    |
| A        | Alfredo Donnarumma    | Teramo            | fine prestito |
| A        | Luca Forte            | Varese            | definitivo    |
| A        | Cristiano Ingretolli  | Barletta          | fine prestito |
| A        | Jonathas              | Elche             | fine prestito |
| A        | Gianluca Lapadula     | Parma             | definitivo    |
| A        | Simone Monni          | Torino            | definitivo    |
| A        | Marco Sansovini       | Virtus Entella    | definitivo    |
| A        | Mattia Valoti         | Verona            | prestito      |

| Cessioni | Cessioni             | Cessioni             | Cessioni      |
| R.       | Nome                 | a                    | Modalità      |
| -------- | -------------------- | -------------------- | ------------- |
| P        | Giacomo Agresta      | Renato Curi Angolana | definitivo    |
| P        | Tomasch Calore       | San Nicolò           | prestito      |
| P        | Salvatore Falso      |                      | svincolato    |
| P        | Mirko Pigliacelli    | Pro Vercelli         | definitivo    |
| P        | Luca Savelloni       | L'Aquila             | prestito      |
| D        | Luciano Abecasis     | River Plate          | fine prestito |
| D        | Mattia Altobelli     | Maceratese           | prestito      |
| D        | Deian Boldor         | Roma                 | fine prestito |
| D        | Gianluca Clemente    | Maceratese           | prestito      |
| D        | Uroš Ćosić           | Empoli               | definitivo    |
| D        | Filippo Gambasin     | Vicenza              | prestito      |
| D        | Daniel Di Nicola     | Reggiana             | prestito      |
| D        | Michele Fornasier    | Sampdoria            | fine prestito |
| D        | David Mbodj Mbaye    | Dertona              | prestito      |
| D        | Lorenzo Paolucci     | Teramo               | prestito      |
| D        | Raffaele Pucino      | ChievoVerona         | fine prestito |
| D        | Andrea Rossi         | Salernitana          | prestito      |
| D        | Bartosz Salamon      | Sampdoria            | fine prestito |
| D        | Andrea Scrugli       | Akragas              | definitivo    |
| D        | Lorenzo Venuti       | Fiorentina           | fine prestito |
| D        | Marco Vittiglio      | Virtus Entella       | definitivo    |
| D        | Davide Vitturini     | Teramo               | prestito      |
| D        | Francesco Zampano    | Verona               | fine prestito |
| C        | Gianluca Barba       | Pro Piacenza         | prestito      |
| C        | Riccardo Barbuti     | Lumezzane            | prestito      |
| C        | Nicholas Bensaja     | L'Aquila             | prestito      |
| C        | Birkir Bjarnason     | Basilea              | definitivo    |
| C        | Gastón Brugman       | Palermo              | prestito      |
| C        | Cristian Buonaiuto   | Maceratese           | prestito      |
| C        | Tiziano Cherubini    |                      | svincolato    |
| C        | Vittorio Esposito    | Matelica             | definitivo    |
| C        | Andrea Gessa         |                      | fine carriera |
| C        | Marco Iannascoli     | L'Aquila             | prestito      |
| C        | Francesco Karkalis   | Maceratese           | prestito      |
| C        | Flavio Lazzari       | Novara               | fine prestito |
| C        | Ledian Memushaj      | Lecce                | fine prestito |
| C        | Matti Lund Nielsen   | Odense               | definitivo    |
| C        | Andrea Mancini       | L'Aquila             | prestito      |
| C        | Hrvoje Miličević     | L'Aquila             | prestito      |
| C        | Cristian Pasquato    | Juventus             | fine prestito |
| C        | Andrea Pretara       | San Nicolò           | definitivo    |
| C        | Lucas Torreira       | Sampdoria            | definitivo    |
| A        | Denis Di Rocco       | Atalanta             | definitivo    |
| A        | Alfredo Donnarumma   | Teramo               | definitivo    |
| A        | Cristiano Ingretolli | Catanzaro            | prestito      |
| A        | Jonathas             | Elche                | definitivo    |
| A        | Federico Melchiorri  | Cagliari             | definitivo    |
| A        | Simone Monni         | Teramo               | prestito      |
| A        | Stefano Pettinari    | Roma                 | fine prestito |
| A        | Matteo Politano      | Roma                 | definitivo    |
| A        | Marco Sansovini      | Virtus Entella       | fine prestito |
| A        | Ante Vukušić         |                      | svincolato    |

### Sessione invernale
| Acquisti | Acquisti             | Acquisti     | Acquisti      |
| R.       | Nome                 | da           | Modalità      |
| -------- | -------------------- | ------------ | ------------- |
| C        | Andrea Coda          | Sampdoria    | prestito      |
| D        | Daniel Di Nicola     | Reggiana     | fine prestito |
| D        | Antonio Mazzotta     | Cesena       | prestito      |
| D        | Davide Vitturini     | Teramo       | fine prestito |
| C        | Joel Acosta          | Boca Juniors | prestito      |
| C        | Marco Iannascoli     | L'Aquila     | fine prestito |
| C        | Rolando Mandragora   | Juventus     | prestito      |
| A        | Cristiano Ingretolli | Catanzaro    | fine prestito |
| A        | Cristian Pasquato    | Juventus     | prestito      |
| A        | Daniele Verde        | Roma         | prestito      |

| Cessioni | Cessioni             | Cessioni     | Cessioni      |
| R.       | Nome                 | a            | Modalità      |
| -------- | -------------------- | ------------ | ------------- |
| D        | Gordan Bunoza        |              | svincolato    |
| D        | Riccardo Fiamozzi    | Genoa        | definitivo    |
| D        | Fabrizio Grillo      | Pavia        | prestito      |
| D        | Daniele Mignanelli   | Reggiana     | prestito      |
| D        | Emanuele Pesoli      | L'Aquila     | prestito      |
| C        | Danilo Bulevardi     | L'Aquila     | prestito      |
| C        | Marco Iannascoli     | Levico Terme | prestito      |
| C        | Rolando Mandragora   | Genoa        | fine prestito |
| C        | Mattia Valoti        | Verona       | fine prestito |
| A        | Luca Forte           | Pro Vercelli | prestito      |
| A        | Cristiano Ingretolli | Melfi        | prestito      |
| A        | Marco Sansovini      | Cremonese    | prestito      |

## Risultati

### Serie B

#### Girone di andata
| Arbitro: | Saia (Palermo) |

|                                                      |           |  |
| Vantaggiato 7’ (rig.), 33’ Ceccherini 41’ Fedato 53’ | Marcatori |  |

| Arbitro: | Pinzani (Empoli) |

|                          |           |                |
| Memushaj 30’ Caprari 76’ | Marcatori | 90’ Di Carmine |

| Bari 19 settembre 2015, ore 15:00 CEST 3ª giornata | Bari            | 0 – 0 referto | Pescara | Stadio San Nicola\| Arbitro: \| Pasqua (Tivoli) \| |
| Arbitro:                                           | Pasqua (Tivoli) |               |         |                                                    |

| Arbitro: | Nasca (Bari) |

|            |           |                |
| Valoti 19’ | Marcatori | 60’ Gabionetta |

| Arbitro: | Pezzuto (Lecce) |

|                               |           |                           |
| Raičević 50’ Gatto 90’ (rig.) | Marcatori | 66’ Lapadula 80’ Memushaj |

| Arbitro: | Maresca (Napoli) |

|              |           |  |
| Lapadula 52’ | Marcatori |  |

| Arbitro: | La Penna (Roma) |

|                                  |           |              |
| Perez 69’ Giorgi 83’ Petagna 90’ | Marcatori | 62’ Lapadula |

| Arbitro: | Ripa (Nocera Inferiore) |

|  |           |                                    |
|  | Marcatori | 5’ Lapadula 28’ Benali 52’ Caprari |

| Arbitro: | Ros (Pordenone) |

|              |           |  |
| L. Forte 74’ | Marcatori |  |

| Arbitro: | Abbattista (Molfetta) |

|            |           |  |
| Evacuo 58’ | Marcatori |  |

| Arbitro: | Pinzani (Empoli) |

|                                                   |           |             |
| Memushaj 17’ (rig.) Lapadula 40’, 47’ Caprari 59’ | Marcatori | 67’ Claiton |

| Arbitro: | Marini (Roma) |

|             |           |                            |
| Caprari 25’ | Marcatori | 17’ Falletti 89’ Dugandžić |

| Arbitro: | Saia (Palermo) |

|  |           |                   |
|  | Marcatori | 10’, 45’ Lapadula |

| Arbitro: | Ros (Pordenone) |

|                                           |           |                     |
| Memushaj 38’ (rig.) Verre 52’ Caprari 78’ | Marcatori | 62’ Zito 90’ Mokulu |

| Arbitro: | Maresca (Napoli) |

|            |           |  |
| Ragusa 12’ | Marcatori |  |

| Arbitro: | Pairetto (Nichelino) |

|                            |           |                         |
| Fornasier 46’ Lapadula 63’ | Marcatori | 66’ Catellani 89’ Terzi |

| Arbitro: | Di Paolo (Avezzano) |

|                                |           |  |
| Geijo Pazos 33’ Mazzitelli 35’ | Marcatori |  |

| Arbitro: | Martinelli (Roma) |

|                           |           |  |
| Memushaj 33’ Lapadula 87’ | Marcatori |  |

| Arbitro: | Aureliano (Bologna) |

|              |           |                                 |
| Di Cecco 56’ | Marcatori | 26’ Caprari 50’ (rig.) Memushaj |

| Arbitro: | Ripa (Nocera Inferiore) |

|              |           |  |
| Lapadula 54’ | Marcatori |  |

| Arbitro: | Abbattista (Molfetta) |

|  |           |              |
|  | Marcatori | 81’ Memushaj |

#### Girone di ritorno
| Arbitro: | Serra (Torino) |

|                              |           |             |
| Cocco 66’ Caprari 90’ (rig.) | Marcatori | 56’ Moscati |

| Arbitro: | Saia (Palermo) |

|  |           |                                                         |
|  | Marcatori | 26’ (aut.) M. Rossi 66’ Lapadula 70’ Benali 73’ Caprari |

| Arbitro: | Ghersini (Genova) |

|                               |           |             |
| Lapadula 30’, 90’ Caprari 79’ | Marcatori | 53’ De Luca |

| Arbitro: | Aureliano (Bologna) |

|                                |           |                        |
| Coda 17’ (rig.) Donnarumma 84’ | Marcatori | 25’ Lapadula 69’ Verde |

| Arbitro: | La Penna (Roma) |

|              |           |             |
| Lapadula 90’ | Marcatori | 73’ Signori |

| Arbitro: | Abisso (Palermo) |

|                                |           |             |
| Farias 61’ Lapadula 67’ (aut.) | Marcatori | 2’ Torreira |

| Arbitro: | Pinzani (Empoli) |

|                              |           |                       |
| Lapadula 61’ Cappelluzzo 66’ | Marcatori | 10’ Jankto 69’ Giorgi |

| Arbitro: | Martinelli (Roma) |

|               |           |                     |
| Fornasier 89’ | Marcatori | 14’ Citro 90’ Eramo |

| Arbitro: | Marini (Roma) |

|                                                   |           |                         |
| Coly 37’ Malonga 40’ Scavone 55’, 81’ Beretta 60’ | Marcatori | 52’ Torreira 76’ Benali |

| Arbitro: | Pezzuto (Lecce) |

|             |           |                       |
| Caprari 28’ | Marcatori | 8’ Corazza 52’ Evacuo |

| Arbitro: | Maresca (Napoli) |

|                                                     |           |                                  |
| Claiton 5’ Palladino 16’ Zampano 29’ G. Ferrari 53’ | Marcatori | 27’ Lapadula 66’ (rig.) Memushaj |

| Arbitro: | Abbattista (Molfetta) |

|               |           |  |
| Busellato 78’ | Marcatori |  |

| Arbitro: | Rapuano (Rimini) |

|                   |           |           |
| Lapadula 15’, 33’ | Marcatori | 61’ Giosa |

| Arbitro: | Ghersini (Genova) |

|                 |           |                                      |
| L. Castaldo 50’ | Marcatori | 34’ Caprari 62’ Lapadula 75’ Mitriță |

| Arbitro: | Pasqua (Tivoli) |

|              |           |  |
| Lapadula 78’ | Marcatori |  |

| Arbitro: | Di Paolo (Avezzano) |

|  |           |              |
|  | Marcatori | 44’ Lapadula |

| Arbitro: | Sacchi (Macerata) |

|                           |           |                |
| Memushaj 52’ Lapadula 77’ | Marcatori | 19’ Dall'Oglio |

| Chiavari 30 aprile 2016, ore 15:00 CEST 39ª giornata | Virtus Entella   | 0 – 0 referto | Pescara | Stadio Comunale\| Arbitro: \| Maresca (Napoli) \| |
| Arbitro:                                             | Maresca (Napoli) |               |         |                                                   |

| Arbitro: | Abisso (Palermo) |

|                                                          |           |  |
| Caprari 31’ Zampano 35’ Memushaj 63’ (rig.) Torreira 89’ | Marcatori |  |

| Arbitro: | Pasqua (Tivoli) |

|                          |           |                                                         |
| Bentivoglio 7’ Luppi 51’ | Marcatori | 35’ Caprari 46’ Benali 63’, 90+4’ Lapadula 81’ Memushaj |

| Arbitro: | Baracani (Firenze) |

|              |           |             |
| Lapadula 43’ | Marcatori | 55’ Dumitru |

### Playoff

#### Semifinali
| Arbitro: | Pasqua (Tivoli) |

|  |           |                           |
|  | Marcatori | 21’ Lapadula 77’ Torreira |

| Arbitro: | Abisso (Palermo) |

|                                         |           |                                  |
| Lapadula 2’ Pasquato 34’ Verde 81’, 94’ | Marcatori | 45’ (aut.) Zampano 73’ Buzzegoli |

#### Finali
| Arbitro: | Pairetto (Nichelino) |

|                         |           |  |
| Benali 47’ Lapadula 71’ | Marcatori |  |

| Arbitro: | Maresca (Napoli) |

|          |           |           |
| Citro 5’ | Marcatori | 57’ Verre |

### Coppa Italia

#### Secondo turno
| Arbitro: | Marini (Roma) |

|                         |           |  |
| Valoti 16’ Torreira 51’ | Marcatori |  |

#### Terzo turno
| Arbitro: | Massa (Imperia) |

|                                                    |           |            |
| Baselli 27’ Acquah 33’ Maxi López 67’ Martínez 74’ | Marcatori | 17’ Ichazo |

## Statistiche

### Statistiche di squadra
| Competizione | Punti       | In casa | In casa | In casa | In casa | In casa | In casa | In trasferta | In trasferta | In trasferta | In trasferta | In trasferta | In trasferta | Totale | Totale | Totale | Totale | Totale | Totale | D.R. |
| Competizione | Punti       | G       | V       | N       | P       | Gf      | Gs      | G            | V            | N            | P            | Gf           | Gs           | G      | V      | N      | P      | Gf     | Gs     | D.R. |
| ------------ | ----------- | ------- | ------- | ------- | ------- | ------- | ------- | ------------ | ------------ | ------------ | ------------ | ------------ | ------------ | ------ | ------ | ------ | ------ | ------ | ------ | ---- |
| Campionato   | 72          | 21      | 13      | 5       | 3       | 38      | 21      | 21           | 8            | 4            | 9            | 31           | 31           | 42     | 21     | 9      | 12     | 69     | 52     | + 17 |
| Coppa Italia | terzo turno | 1       | 1       | 0       | 0       | 2       | 0       | 1            | 0            | 0            | 1            | 1            | 4            | 2      | 1      | 0      | 1      | 3      | 4      | - 1  |
| Totale       | 72          | 22      | 14      | 5       | 3       | 40      | 21      | 22           | \| 4         | 10           | 32           | 35           | 44           | 22     | 9      | 13     | 72     | 56     | + 16   |      |

### Statistiche dei giocatori
| Giocatore      | Serie B  | Serie B | Serie B     | Serie B    | Coppa Italia | Coppa Italia | Coppa Italia | Coppa Italia | Totale   | Totale | Totale      | Totale     |
| Giocatore      | Presenze | Reti    | Ammonizioni | Espulsioni | Presenze     | Reti         | Ammonizioni  | Espulsioni   | Presenze | Reti   | Ammonizioni | Espulsioni |
| -------------- | -------- | ------- | ----------- | ---------- | ------------ | ------------ | ------------ | ------------ | -------- | ------ | ----------- | ---------- |
| J. Acosta      | 8        | 0       | 2           | 0          | -            | -            | -            | -            | 8        | 0      | 2           | 0          |
| S. Aresti      | 10       | -13     | 2           | 0          | -            | -            | -            | -            | 10       | -13    | 2           | 0          |
| A. Benali      | 32       | 3       | 3           | 1          | -            | -            | -            | -            | 32       | 3      | 3           | 1          |
| A. Bruno       | 16       | 0       | 7           | 0          | -            | -            | -            | -            | 16       | 0      | 7           | 0          |
| D. Bulevardi   | 1        | 0       | 0           | 0          | 1            | 0            | 0            | 0            | 2        | 0      | 0           | 0          |
| G. Bunoza      | 2        | 0       | 1           | 0          | -            | -            | -            | -            | 2        | 0      | 1           | 0          |
| H. Campagnaro  | 12       | 0       | 5           | 0          | -            | -            | -            | -            | 12       | 0      | 5           | 0          |
| P. Cappelluzzo | 8        | 1       | 1           | 0          | -            | -            | -            | -            | 8        | 1      | 1           | 0          |
| G. Caprari     | 34       | 11      | 6           | 1          | 1            | 0            | 1            | 0            | 35       | 11     | 7           | 1          |
| A. Cocco       | 20       | 1       | 1           | 0          | -            | -            | -            | -            | 20       | 1      | 1           | 0          |
| A. Coda        | 3        | 0       | 1           | 0          | -            | -            | -            | -            | 3        | 0      | 1           | 0          |
| A. Crescenzi   | 20       | 0       | 3           | 0          | -            | -            | -            | -            | 20       | 0      | 3           | 0          |
| V. Esposito    | -        | -       | -           | -          | 1            | 0            | 0            | 0            | 1        | 0      | 0           | 0          |
| R. Fiamozzi    | 14       | 0       | 1           | 0          | -            | -            | -            | -            | 14       | 0      | 1           | 0          |
| V. Fiorillo    | 29       | -34     | 3           | 1          | 2            | -4           | 0            | 0            | 31       | -38    | 3           | 1          |
| M. Fornasier   | 31       | 2       | 3           | 1          | 2            | 0            | 0            | 0            | 33       | 2      | 3           | 1          |
| L. Forte       | 7        | 1       | 2           | 0          | -            | -            | -            | -            | 7        | 1      | 2           | 0          |
| G. Lapadula    | 36       | 24      | 7           | 0          | 2            | 0            | 0            | 0            | 38       | 24     | 7           | 0          |
| R. Mandragora  | 25       | 0       | 11          | 0          | 1            | 0            | 0            | 0            | 26       | 0      | 11          | 0          |
| A. Mazzotta    | 8        | 0       | 1           | 0          | -            | -            | -            | -            | 8        | 0      | 1           | 0          |
| L. Memushaj    | 26       | 8       | 10          | 3          | 1            | 0            | 0            | 0            | 27       | 8      | 10          | 3          |
| D. Mignanelli  | -        | -       | -           | -          | 1            | 0            | 1            | 0            | 1        | 0      | 1           | 0          |
| A. Mitriță     | 16       | 1       | 2           | 0          | 1            | 0            | 0            | 0            | 17       | 1      | 2           | 0          |
| C. Pasquato    | 10       | 0       | 1           | 0          | -            | -            | -            | -            | 10       | 0      | 1           | 0          |
| A. Rossi       | -        | -       | -           | -          | 1            | 0            | 1            | 0            | 1        | 0      | 1           | 0          |
| M. Sansovini   | 4        | 0       | 0           | 0          | 1            | 0            | 0            | 0            | 5        | 0      | 0           | 0          |
| R. Selasi      | 16       | 0       | 1           | 0          | 2            | 0            | 0            | 0            | 18       | 0      | 1           | 0          |
| A. Testi       | 1        | 0       | 0           | 0          | -            | -            | -            | -            | 1        | 0      | 0           | 0          |
| L. Torreira    | 24       | 2       | 8           | 1          | 2            | 1            | 1            | 0            | 26       | 3      | 9           | 1          |
| M. Valoti      | 9        | 1       | 0           | 0          | 2            | 1            | 0            | 0            | 11       | 2      | 0           | 0          |
| C. Ventola     | 1        | 0       | 0           | 0          | -            | -            | -            | -            | 1        | 0      | 0           | 0          |
| D. Verde       | 7        | 1       | 0           | 0          | -            | -            | -            | -            | 7        | 1      | 0           | 0          |
| V. Verre       | 27       | 1       | 5           | 1          | 2            | 0            | 0            | 0            | 29       | 1      | 5           | 1          |
| D. Vitturini   | 9        | 0       | 1           | 0          | -            | -            | -            | -            | 9        | 0      | 1           | 0          |
| A. Vukušić     | 1        | 0       | 0           | 0          | 1            | 0            | 0            | 0            | 2        | 0      | 0           | 0          |
| F. Zampano     | 31       | 0       | 4           | 1          | 2            | 0            | 0            | 0            | 33       | 0      | 4           | 1          |
| D. Župarić     | 33       | 0       | 6           | 0          | 2            | 0            | 0            | 0            | 35       | 0      | 6           | 0          |